# Turak koroniasty
Turak koroniasty (Tauraco fischeri) – gatunek ptaka z rodziny turakowatych (Musophagidae) występujący na wybrzeżu Afryki Wschodniej. Bliski zagrożenia wyginięciem. Charakterystyczne dla tego i kilku spokrewnionych z nim gatunków jest występowanie w piórach unikatowych barwników: zielonej turakowerdyny i czerwonej turacyny, niespotykanych u prawie żadnych innych zwierząt.

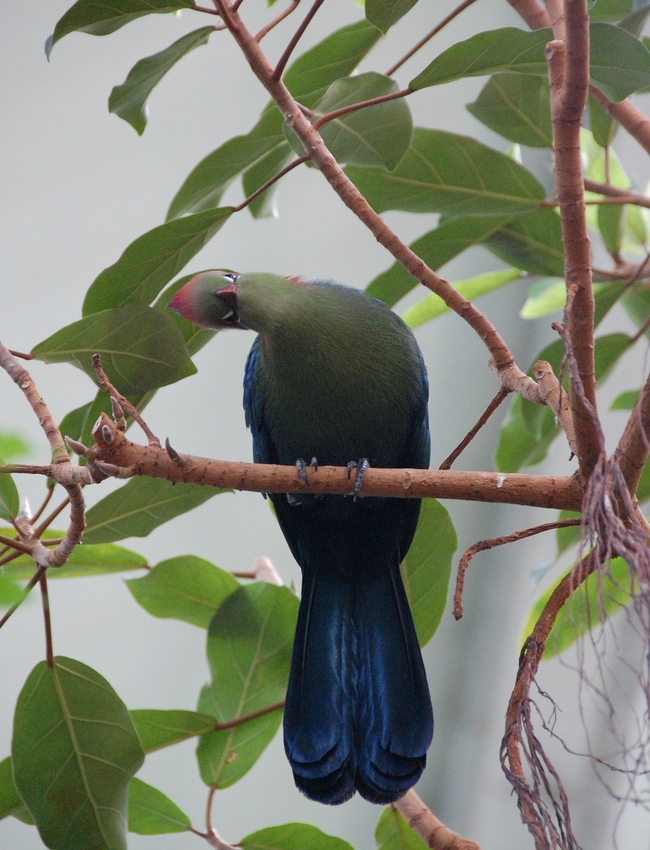
Ruchomy kciuk turaka może być skierowany zarówno do przodu, jak i do tyłu, co bardzo ułatwia chwytanie gałęzi

## Zasięg występowania
Występuje wzdłuż wschodniego wybrzeża Afryki od południowej Somalii, poprzez nadbrzeżną część Kenii po północno-wschodnią Tanzanię wraz z wyspą Zanzibar.

## Opis gatunku
Upierzeniem przypomina turaka zielonoczubego i pokrewne mu gatunki, z którymi jest łączony w jeden nadgatunek. W barwie piór, podobnie jak u większości gatunków z rodzaju Tauraco przeważają barwy zielona i niebieska. Od podobnych mu gatunków wyróżnia go jednak czerwona barwa czuba, zwieńczonego fioletowym lub czarnym cieniem i białą kreską z tyłu głowy. Czerwień czuba jest przedłużona na szyi i opada aż na kark. Reszta głowy i szyi oraz pierś jest jasnozielona. Pod okiem otoczonym nagą, czerwoną skórą znajdują się charakterystyczne dla tych turaków dwie białe i jedna czarna kreska. Dziób jest barwy różowo-czerwonej. Im dalej od głowy, tym pióra stają się bardziej niebieskie, by na ogonie przybrać kolor intensywnie granatowy. Lotki są czerwone, choć prawie niewidoczne w stanie spoczynku, za to bardzo wyraźnie podczas lotu.
Średnie wymiary
Długość ciała: około 40 cm (wraz z długim ogonem). Masa ciała: 227–283 g.
Biotop
Stare lasy nadbrzeżne lub galeriowe z wysokimi drzewami owocującymi od poziomu morza do wysokości 1250 m n.p.m.
Pożywienie
Głównie pokarm roślinny w postaci owoców, liści, kwiatów lub pąków drzew oraz owady czy ślimaki.
Rozmnażanie
Pary wspólnie bronią swego terytorium, na którym budują gniazdo w postaci płaskiej platformy z patyków. Samica składa 2 jaja, które wspólnie wysiadują obydwoje rodzice przez 22–23 dni. Młode pozostają pod opieką dorosłych przez kilka do kilkunastu tygodni.

## Status
Międzynarodowa Unia Ochrony Przyrody (IUCN) uznaje turaka koroniastego za gatunek bliski zagrożenia (NT – Near Threatened). Jego populacja nie jest zbyt liczna (szacunkowo mieści się w przedziale 1500–7000 dorosłych osobników). Trend liczebności populacji oceniany jest jako spadkowy ze względu na chwytanie w sidła i wycinkę lasów. W Kenii i Tanzanii na wybrzeżu jest ptakiem lokalnie dość pospolitym. W Somalii ze względu na zanik tamtejszych lasów spowodowany suszami i działalnością człowieka jego liczebność znacznie spadła i prawdopodobnie nie przekracza 50 osobników. Liczebność na wyspie Zanzibar, szacowana w 1999 roku na 25–50 osobników, okazała się znacznie większa – badania, których wyniki opublikowano w 2003 roku, wykazały, że żyje tam około 1400 osobników.

## Podgatunki
Wyróżniono dwa podgatunki T. fischeri:
- T. f. fischeri – kontynentalna część areału od Somalii po Tanzanię[2],
- T. f. zanzibaricus – wyspa Zanzibar, jedyna populacja poza kontynentalną Afryką[2][6].